# Matthew Connolly
Matthew Thomas Martin Connolly (ur. 24 września 1987 w Barnet) – angielski piłkarz występujący na pozycji obrońcy w walijskim klubie Cardiff City. Jest wychowankiem Arsenalu, w swojej karierze reprezentował także barwy Bournemouth, Colchester United, Queens Park Rangers oraz Reading.

## Statystyki kariery
(aktualne na dzień 27 lipca 2018)
| Klub                     | Sezon              | Liga               | Liga  | Liga   | Puchar Anglii | Puchar Anglii | Puchar Ligi Angielskiej | Puchar Ligi Angielskiej | Europa | Europa | Suma  | Suma   |
| Klub                     | Sezon              | Liga               | Mecze | Bramki | Mecze         | Bramki        | Mecze                   | Bramki                  | Mecze  | Bramki | Mecze | Bramki |
| ------------------------ | ------------------ | ------------------ | ----- | ------ | ------------- | ------------- | ----------------------- | ----------------------- | ------ | ------ | ----- | ------ |
| Arsenal                  | 2006/07            | Premier League     | 0     | 0      | 0             | 0             | 2                       | 0                       | 0      | 0      | 2     | 0      |
| Bournemouth (wyp.)       | 2006/07            | League Two         | 5     | 1      | 2             | 0             | 0                       | 0                       | –      | –      | 7     | 1      |
| Colchester United (wyp.) | 2007/08            | Championship       | 16    | 2      | 0             | 0             | 0                       | 0                       | –      | –      | 16    | 2      |
| Queens Park Rangers      | 2007/08            | Championship       | 20    | 0      | 1             | 0             | 0                       | 0                       | –      | –      | 21    | 0      |
| Queens Park Rangers      | 2008/09            | Championship       | 35    | 0      | 0             | 0             | 4                       | 0                       | –      | –      | 39    | 0      |
| Queens Park Rangers      | 2009/10            | Championship       | 19    | 2      | 0             | 0             | 2                       | 0                       | –      | –      | 21    | 2      |
| Queens Park Rangers      | 2010/11            | Championship       | 36    | 0      | 0             | 0             | 1                       | 0                       | –      | –      | 37    | 0      |
| Queens Park Rangers      | 2011/12            | Premier League     | 6     | 0      | 0             | 0             | 1                       | 0                       | –      | –      | 7     | 0      |
| Reading (wyp.)           | 2011/12            | Championship       | 6     | 0      | 0             | 0             | 0                       | 0                       | –      | –      | 6     | 0      |
| Cardiff City             | 2012/13            | Championship       | 36    | 5      | 0             | 0             | 0                       | 0                       | –      | –      | 36    | 5      |
| Cardiff City             | 2013/14            | Premier League     | 3     | 0      | 0             | 0             | 1                       | 0                       | –      | –      | 4     | 0      |
| Cardiff City             | 2014/15            | Championship       | 23    | 0      | 2             | 0             | 1                       | 0                       | –      | –      | 27    | 0      |
| Watford (wyp.)           | 2014/15            | Championship       | 6     | 1      | 0             | 0             | 0                       | 0                       | –      | –      | 6     | 1      |
| Cardiff City             | 2015/16            | Championship       | 43    | 1      | 0             | 0             | 2                       | 0                       | –      | –      | 45    | 1      |
| Cardiff City             | 2016/17            | Championship       | 28    | 1      | 0             | 0             | 1                       | 0                       | –      | –      | 29    | 1      |
| Cardiff City             | 2017/18            | Championship       | 4     | 0      | 0             | 0             | 1                       | 0                       | –      | –      | 5     | 0      |
| Ogólnie w karierze       | Ogólnie w karierze | Ogólnie w karierze | 286   | 12     | 7             | 0             | 16                      | 0                       | 0      | 0      | 309   | 13     |

## Sukcesy

### Queens Park Rangers
- Football League Championship (1): 2010/11

### Reading
- Football League Championship (1): 2011/12

### Cardiff City
- Football League Championship (1): 2012/13